# Soela
Koordinaten: 58° 33′ N, 22° 29′ O

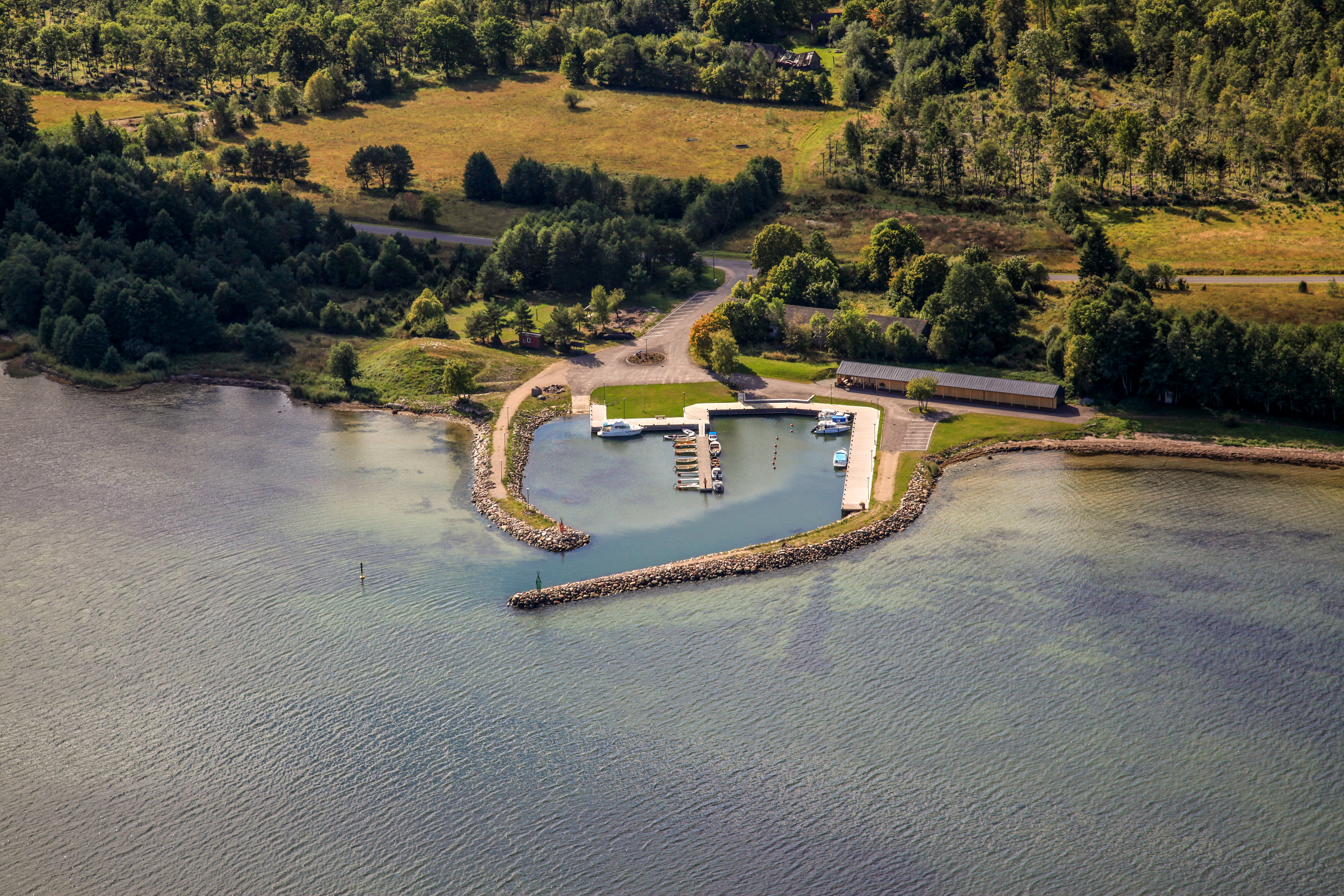
Hafen von Soela

Soela ist ein Dorf (estnisch küla) auf der größten estnischen Insel Saaremaa. Es gehört zur Landgemeinde Saaremaa (bis 2017: Landgemeinde Leisi) im Kreis Saare.

## Einwohnerschaft und Lage
Das Dorf hat neunzehn Einwohner (Stand 31. Dezember 2011). Es liegt an der Nordost-Küste der Halbinsel Pammana (Pammana poolsaar). Vom Strand bietet sich ein weiter Blick über die Ostsee.
Der Ort beherbergt einen kleinen Bootshafen.

## Etymologie
Der Name des Ortes leitet sich vermutlich vom niederdeutschen Wort Sel für Seehund ab.
Soela hat auch dem Soela väin (deutsch Sele-Sund) seinen Namen gegeben, der Meerenge zwischen den beiden größten estnischen Inseln Saaremaa und Hiiumaa.

## Mittelalterlicher Wehrbau
Bei Soela wurden Spuren eines mittelalterlichen Wehrbaus nachgewiesen. Historiker vermuten, dass es sich um eine dänische Burg handelt, die König Waldemar errichten ließ. Sie wurde im Jahr 1222 zerstört.